# Liste der Kulturdenkmale in Helbedündorf
Die Liste der Kulturdenkmale in Helbedündorf umfasst die als Ensembles, Straßenzüge und Einzeldenkmale erfassten Kulturdenkmale in der thüringischen Gemeinde Helbedündorf und ihrer Ortsteile.
Die Angaben in der Liste ersetzen nicht die rechtsverbindliche Auskunft der zuständigen Denkmalschutzbehörde.

## Legende
- Bild: zeigt ein Bild des Kulturdenkmals und gegebenenfalls einen Link zu weiteren Fotos des Kulturdenkmals im Medienarchiv Wikimedia Commons
- Bezeichnung: Name, Bezeichnung oder die Art des Kulturdenkmals
- Lage: Wenn vorhanden Straßenname und Hausnummer des Kulturdenkmals; Grundsortierung der Liste erfolgt nach dieser Adresse. Der Link Karte führt zu verschiedenen Kartendarstellungen und nennt die Koordinaten des Kulturdenkmals.
 Kartenansicht, um Koordinaten zu setzen – in dieser Kartenansicht sind Kulturdenkmale ohne Koordinaten mit einem roten bzw. orangen Marker dargestellt und können in der Karte gesetzt werden. Kulturdenkmale ohne Bild sind mit einem blauen bzw. roten Marker gekennzeichnet, Kulturdenkmale mit Bild mit einem grünen bzw. orangen Marker.
- Datierung: gibt das Jahr der Fertigstellung beziehungsweise das Datum der Erstnennung oder den Zeitraum der Errichtung an
- Beschreibung: bauliche und geschichtliche Einzelheiten des Kulturdenkmals, vorzugsweise die Denkmaleigenschaften
- ID: Die ID identifiziert das Kulturdenkmal eindeutig. In Thüringen sind aktuell keine IDs veröffentlicht. In der ID-Spalte kann sich auch folgendes Icon  befinden, dies führt zu Angaben zu diesem Kulturdenkmal bei Wikidata.

## Kulturdenkmale nach Ortsteilen

### Friedrichsrode
| Bild            | Bezeichnung                         | Lage                          | Datierung | Beschreibung | ID           |
| --------------- | ----------------------------------- | ----------------------------- | --------- | --- | ------------ |
| Fotos hochladen | Denkmalensemble „In Friedrichsrode“ | In Friedrichsrode             |           | Denkmalensemble In Friedrichsrode 3 bis 52, Wasserfläche und Feuerwehrgebäude, teilweise auch als Einzeldenkmale ausgewiesen | 365.220.0970 |
| BW              | Evangelische Kirche                 | (Karte)                       |           | Kirche samt künstlerischer Ausstattung und Friedhof, auch Bestandteil des Denkmalensemble „In Friedrichsrode“                | 365.220.0039 |
| BW              | Wohnhaus                            | In Friedrichsrode 3 (Karte)   |           | auch Bestandteil des Denkmalensemble „In Friedrichsrode“                                                                     | 365.220.0041 |
| BW              | Pfarrhaus                           | In Friedrichsrode 6 (Karte)   |           | auch Bestandteil des Denkmalensemble „In Friedrichsrode“                                                                     | 365.220.0043 |
| BW              | Wohnhaus                            | In Friedrichsrode 17a (Karte) |           | auch Bestandteil des Denkmalensemble „In Friedrichsrode“                                                                     | 365.220.0044 |
| BW              | Gehöft                              | In Friedrichsrode 26 (Karte)  |           | auch Bestandteil des Denkmalensemble „In Friedrichsrode“                                                                     | 365.220.0042 |
| BW              | Gehöft                              | In Friedrichsrode 35 (Karte)  |           | auch Bestandteil des Denkmalensemble „In Friedrichsrode“                                                                     | 365.220.0045 |

### Großbrüchter
| Bild                           | Bezeichnung                      | Lage                                | Datierung | Beschreibung                                                        | ID           |
| ------------------------------ | -------------------------------- | ----------------------------------- | --------- | ------------------------------------------------------------------- | ------------ |
| weitere Bilder Fotos hochladen | Evangelische Kirche St. Spiritus | Unterdorf 6 (Karte)                 |           | Kirche samt künstlerischer Ausstattung, Kirchhof und Kriegerdenkmal | 365.220.0065 |
| BW                             | Wohnhaus                         | Plan 1 (Karte)                      |           | Wohnhaus                                                            | 365.220.0066 |
| BW                             | Torfahrt                         | Plan 6 (Karte)                      |           |                                                                     | 365.220.0067 |
| BW                             | Wohnhaus                         | Plan 7 (Karte)                      |           | Wohnhaus, Torfahrt und Eingangspforte                               | 365.220.0068 |
| BW                             | Gasthaus                         | Ernst-Thälmann-Straße 11 (Karte)    |           |                                                                     | 365.220.0069 |
| BW                             | Wohnhaus                         | Geschwister-Scholl-Straße 1 (Karte) |           |                                                                     | 365.220.0070 |
| BW                             | Wohnhaus                         | Karl-Marx-Platz 12 (Karte)          |           |                                                                     | 365.220.0071 |
| BW                             | Gehöft                           | Karl-Marx-Platz 13 (Karte)          |           |                                                                     | 365.220.0072 |
| BW                             | Gehöft                           | Karl-Marx-Platz 14 (Karte)          |           |                                                                     | 365.220.0073 |
| BW                             | Wohnhaus                         | Rittergasse 2 (Karte)               |           |                                                                     | 365.220.0074 |
| BW                             | Gehöft                           | Unterdorf 7 (Karte)                 |           |                                                                     | 365.220.0075 |
| BW                             | Gehöft                           | Unterdorf 13 (Karte)                |           |                                                                     | 365.220.0076 |
| BW                             | Wohnhaus                         | Unterdorf 16 (Karte)                |           | Wohnhaus, Hofpforte und Torfahrt                                    | 365.220.0077 |

### Holzthaleben
| Bild                                    | Bezeichnung                             | Lage                           | Datierung | Beschreibung | ID           |
| --------------------------------------- | --------------------------------------- | ------------------------------ | --------- | --- | ------------ |
| Direkt Bild zu diesem Denkmal hochladen | Denkmalensemble „Historischer Ortskern“ | Ortskern                       |           | bestehend aus Angerstraße, Bergstraße, Bachstraße, Hermann-Töppe-Straße, Kahrstraße, Kirchberg, Kurze Gasse, Mitteldorfstraße, Obergasse, Platz der Jugend, Sackgasse, Schulstraße, Wattenstraße, Grundstück in der Großbrüchterschen Straße, Gebäude und Freiflächen der Plangasse (1–3), teilweise auch als Einzeldenkmale ausgewiesen | 365.220.0651 |
| BW                                      | Denkmalensemble „Keulaer Straße“        | Keulaer Straße 3–7 (Karte)     |           | bestehend aus Gebäude und Freiflächen der Keulaer Straße 3–7 |              |
| weitere Bilder Fotos hochladen          | Evangelische Kirche St. Peter und Paul  | Kirchberg (Karte)              |           | Kirche samt künstlerischer Ausstattung und Kirchhof | 365.220.0687 |
| BW                                      | Wohnhaus                                | Angerstraße 1 (Karte)          |           | Wohnhaus, auch Bestandteil des Denkmalensembles „Ortskern“ | 365.220.0660 |
| BW                                      | Wohnhaus                                | Angerstraße 3 (Karte)          |           | Wohnhaus und Torhaus, auch Bestandteil des Denkmalensembles „Ortskern“ | 365.220.0661 |
| BW                                      | Wohnhaus                                | Angerstraße 4 (Karte)          |           | Wohnhaus und Torhaus, auch Bestandteil des Denkmalensembles „Ortskern“ | 365.220.0662 |
| BW                                      | Wohnhaus                                | Angerstraße 7 (Karte)          |           | Wohnhaus, auch Bestandteil des Denkmalensembles „Ortskern“ | 365.220.0663 |
| BW                                      | Wohnhaus                                | Brunnenstraße 4 (Karte)        |           | Wohnhaus, auch Bestandteil des Denkmalensembles „Ortskern“ | 365.220.0666 |
| BW                                      |                                         | Hermann-Töppe-Straße 8 (Karte) |           | | 365.220.0667 |
| BW                                      | Backhaus                                | Kirchberg 9 (Karte)            |           | | 365.220.0668 |
| Fotos hochladen                         | Gasthof                                 | Kirchberg 14 (Karte)           |           | Gasthof „Zur Schänke“ | 365.220.0669 |
| BW                                      | Pfarrhaus                               | Kirchberg 17/18 (Karte)        |           | Pfarrhaus und Nebengebäude | 365.220.0670 |
| BW                                      | Gehöft                                  | Obergasse 1 (Karte)            |           | | 365.220.0675 |
| BW                                      | Wohnhaus                                | Obergasse 4 (Karte)            |           | | 365.220.0676 |
| BW                                      | Wohnhaus                                | Obergasse 8 (Karte)            |           | | 365.220.0677 |
| BW                                      | Wohnhaus                                | Obergasse 10 (Karte)           |           | Wohnhaus und Torfahrt | 365.220.0678 |
| BW                                      | Wohnhaus                                | Obergasse 11 (Karte)           |           | | 365.220.0679 |
| BW                                      | Wohnhaus                                | Obergasse 13 (Karte)           |           | | 365.220.0680 |
| BW                                      | Wohnhaus                                | Schulstraße 10 (Karte)         |           | | 365.220.0681 |
| BW                                      | Wohnhaus                                | Schulstraße 13 (Karte)         |           | | 365.220.0682 |
| BW                                      | Wohnhaus                                | Schulstraße 15 (Karte)         |           | Wohnhaus mit Hofpforte und Torfahrt | 365.220.0683 |
| BW                                      | Wohnhaus                                | Mitteldorfstraße 10 (Karte)    |           | | 365.220.0671 |
| BW                                      | Wohnhaus                                | Mitteldorfstraße 11 (Karte)    |           | | 365.220.0672 |
| BW                                      | Gebäude und Freifläche                  | Mitteldorfstraße 12 (Karte)    |           | | 365.220.0772 |
| BW                                      | Wohnhaus                                | Mitteldorfstraße 13 (Karte)    |           | | 365.220.0673 |
| BW                                      | Wohnhaus                                | Kahrstraße 17 (Karte)          |           | | 365.220.0731 |

### Keula
| Bild                           | Bezeichnung          | Lage                                | Datierung | Beschreibung                                                     | ID           |
| ------------------------------ | -------------------- | ----------------------------------- | --------- | ---------------------------------------------------------------- | ------------ |
| weitere Bilder Fotos hochladen | Evangelische Kirche  | Hauptstraße (Karte)                 |           | Kirche samt künstlerischer Ausstattung, Kirchhof und Einfriedung | 365.220.0399 |
| BW                             | ehemalige Burganlage | Burgstraße 7/8 (Karte)              | 0900      |                                                                  | 365.220.0400 |
| BW                             | Wohnhaus             | Deu 1 (Karte)                       |           |                                                                  | 365.220.0401 |
| BW                             | Wohnhaus             | Dr.-Franz-Günther-Straße 15 (Karte) |           |                                                                  | 365.220.0402 |
| BW                             | Gasthaus             | Hauptstraße 17 (Karte)              |           | „Zum weißen Schwan“, Gasthaus mit Saalanbau                      | 365.220.0404 |
| BW                             | Gaststätte           | Hauptstraße 20 (Karte)              |           |                                                                  | 365.220.0403 |
| BW                             | Wohnhaus             | Hauptstraße 23 (Karte)              |           |                                                                  | 365.220.0405 |
| BW                             | Wohnhaus             | Hauptstraße 47 (Karte)              |           |                                                                  | 365.220.0406 |

### Kleinbrüchter
| Bild                           | Bezeichnung         | Lage               | Datierung | Beschreibung                                                     | ID           |
| ------------------------------ | ------------------- | ------------------ | --------- | ---------------------------------------------------------------- | ------------ |
| weitere Bilder Fotos hochladen | Evangelische Kirche | Kirchgasse (Karte) |           | Kirche samt künstlerischer Ausstattung, Kirchhof und Einfriedung | 365.220.0423 |
| BW                             | Gehöft              | Anger 2 (Karte)    |           |                                                                  | 365.220.0424 |

### Peukendorf
Bisher keine Denkmale ausgewiesen.

### Toba
| Bild                           | Bezeichnung                   | Lage                      | Datierung | Beschreibung                                        | ID           |
| ------------------------------ | ----------------------------- | ------------------------- | --------- | --------------------------------------------------- | ------------ |
| weitere Bilder Fotos hochladen | Evangelische Kirche St. Georg | Kirchstraße (Karte)       |           | Kirche samt künstlerischer Ausstattung und Kirchhof | 365.220.0509 |
| BW                             | Wohnhaus                      | Am Anger 17 (Karte)       |           | Wohnhaus                                            | 365.220.0510 |
| BW                             | Wohnhaus                      | Am Anger 18 (Karte)       |           | Wohnhaus                                            | 365.220.0511 |
| BW                             | Gehöft                        | Backhausstraße 12 (Karte) |           |                                                     | 365.220.0512 |
| BW                             | Gehöft                        | Backhausstraße 18 (Karte) |           |                                                     | 365.220.0513 |
| BW                             | Wohnhaus                      | Backhausstraße 19 (Karte) |           | Wohnhaus                                            | 365.220.0514 |
| BW                             | Gehöft                        | Falltorstraße 4 (Karte)   |           |                                                     | 365.220.0515 |
| BW                             | Gehöft                        | Falltorstraße 7 (Karte)   |           |                                                     | 365.220.0516 |
| Fotos hochladen                | Gehöft                        | Falltorstraße 10 (Karte)  |           |                                                     | 365.220.0517 |
| BW                             | Pfarrhaus                     | Kirchstraße 3 (Karte)     |           |                                                     | 365.220.0518 |
| BW                             | Wohnhaus                      | Kirchstraße 6 (Karte)     |           | Wohnhaus                                            | 365.220.0519 |
| BW                             | Wohnhaus                      | Kirchstraße 10 (Karte)    |           | Wohnhaus und Hofpforte                              | 365.220.0520 |
| BW                             | Wohnhaus                      | Kirchstraße 13 (Karte)    |           | Wohnhaus                                            | 365.220.0521 |
| BW                             | Wohnhaus                      | Lützhofstraße 13 (Karte)  |           | Wohnhaus                                            | 365.220.0522 |
| BW                             | Wohnhaus                      | Schenkstraße 17 (Karte)   |           | Wohnhaus und Torfahrt                               | 365.220.0523 |

## Ehemalige Kulturdenkmale

### Holzthaleben
| Bild | Bezeichnung          | Lage                  | Datierung | Beschreibung        | ID           |
| ---- | -------------------- | --------------------- | --------- | ------------------- | ------------ |
| BW   | Wohnhaus             | Kirchberg 10 (Karte)  |           | nicht mehr existent | 365.220.0685 |
| BW   | Wohnhaus und Scheune | Schulstraße 4 (Karte) |           | nicht mehr existent | 365.220.0686 |